# کلیسای مریم مقدس (گیومری)
کلیسای مریم مقدس (ارمنی: Սուրբ Աստվածածին Մայր Եկեղեցի؛ انگلیسی: Cathedral of the Holy Mother of God) یک کلیسای جامع حواری ارمنی متعلق به سده نوزدهم میلادی واقع در گیومری، ارمنستان می‌باشد. ساخت و ساز این ساختمان در سال ۱۸۷۳ شروع و در سال ۱۸۴۲ میلادی به پایان رسید. این بنا به سبک معماری ارمنی طراحی شده‌است.